# Eyal Halfon
Pour les articles homonymes, voir Halfon.
Eyal Halfon (hébreu : איל חלפון), né en 1958 à Netanya (Israël), est un réalisateur et scénariste israélien.

## Filmographie

### Au cinéma
- 1996 : Ha-Italkim Ba'im
- 1997 : Pa'amayim Humus
- 1998 : Ha-Haverim Shel Theo
- 1998 : Zirkus Palestina (he) (קרקס פלשתינה)
- 2003 : Teum Kavanot
- 2005 : Quel endroit merveilleux (Eize Makom Nifla)